# Abrochia faveria
Abrochia faveria là một loài bướm đêm thuộc phân họ Arctiinae, họ Erebidae.